# Setra S 328 DT
Setra S 328 DT (319) — двухъярусный туристический автобус, выпускаемый немецкой компанией Setra в 1992—2001 годах. Вытеснен с конвейера моделью Setra S431 DT. 
Автобус вмещает в себя 75 пассажиров и был оснащён системами ABS и ASR. 

## Двигатели
Автобус оснащался дизельными двигателями внутреннего сгорания Mercedes-Benz OM402 и Mercedes-Benz OM442, которые также ставили на Mercedes-Benz SK.

## Описание
Салон автобуса оборудован системой кондиционирования, сиденья с сетками для газет, дополнительным отоплением, вентиляцией, кухней, туалетом, умывальником, водительским спальным местом и телевизором с DVD-проигрывателем. Из внешних характеристик, автобус оснащён тонированными стёклами, подъёмом и спуском кузова, наружными зеркалами заднего вида с электрическим обогревом.